# Curling-Europameisterschaft 1996
Die Curling-Europameisterschaft 1996 der Männer und Frauen fand vom 30. November bis 7. Dezember in Kopenhagen in Dänemark statt.

## Turnier der Männer

### Teilnehmer

#### Gruppe A
| Bulgarien | Dänemark | Deutschland | England |
| --- | --- | --- | --- |
| Skip: Bojidar Momerin Third: Lubomir Velinov Second: Georgy Petrov Lead: Ivaylo Petrov Alternate: Kiril Kirilov       | Skip: Ulrik Schmidt Third: Lasse Lavrsen Second: Brian Hansen Lead: Ulrik Damm Alternate: Frants Gufler             | Skip: Daniel Herberg Third: Björn Schröder Second: Stephan Knoll Lead: Patrick Hoffman Alternate: Markus Messenzehl        | Skip: Martyn Deakin Third: Alan Turner Second: Harvey Curle Lead: Ian Coutts Alternate: Stephen Hinds                  |
| Finnland | Frankreich | Italien | Norwegen |
| Skip: Markku Uusipaavalniemi Third: Jussi Uusipaavalniemi Second: Raimo Lind Lead: Wille Mäkelä                       | Skip: Jan Henri Ducroz Third: Spencer Mugnier Second: Thomas Dufour Lead: Lionel Tournier Alternate: Cyrille Prunet | Skip: Claudio Pescia Third: Valter Bombassei Second: Davide Zandiegiacomo Lead: Diego Bombassei Alternate: Fabio Alverà    | Skip: Tormod Andreassen Third: Stig-Arne Gunnestad Second: Niclas Järund Lead: Kjell Berg Alternate: Flemming Davanger |
| Österreich | Schweden | Schweiz | Schottland |
| Skip: Alois Kreidl Third: Stefan Salinger Second: Richard Obermoser Lead: Franz Huber Alternate: Dieter Küchenmeister | Skip: Lars-Åke Nordström Third: Jan Strandlund Second: Örjan Jonsson Lead: Owe Ljungdahl Alternate: Hans Nordin     | Skip: Felix Luchsinger Third: Werner Attinger Second: Markus Foitek Lead: Markus Luchsinger Alternate: Thomas Grendelmeier | Skip: Hammy McMillan Third: Norman Brown Second: Mike Hay Lead: Brian Binnie Alternate: Peter Loudon                   |

#### Gruppe B
| Luxemburg | Niederlande | Russland |
| --- | --- | --- |
| Skip: Hanjörg Bless Third: Nico Schweich Second: Andreas Westenfelder Lead: Bo Kleimann Alternate: Jesper Winding | Skip: Floris van Imhoff Third: Gustaf van Imhoff Second: Rob Vilain Lead: Erik A van der Zwan Alternate: Wim Neeleman | Skip: Aleksander Kolesnikov Third: Evgenie Izotov Second: Matvei Vakin Lead: Victor Vorobiev Alternate: Jury Shouliko |
| Tschechien | Ungarn | Wales |
| Skip: Radek Klima Third: Tomas Klima Second: Milos Plzak Lead: Radek Zdarsky Alternate: Karel Havl¡cek            | Skip: Barna Kereszi Third: Peter Fenyves Second: Tibor Timar Lead: Attila Bana Alternate: István Siági                | Skip: John Hunt Third: Chris Wells Second: Gordon Vickers Lead: Patrick Stone                                         |

### Round Robin

#### Gruppe A 1
| Schlüssel | Schlüssel             |
| --------- | --------------------- |
|           | Viertelfinale         |
|           | Challenge Play-off    |
|           | Tie-Breaker um Rang 5 |

| Draw | Begegnung              | Resultat | Begegnung               | Resultat | Begegnung                | Resultat |
| ---- | ---------------------- | -------- | ----------------------- | -------- | ------------------------ | -------- |
| 1    | Schottland – Finnland  | 7-4      | Dänemark – Italien      | 10-8     | Deutschland – Frankreich | 7-6      |
| 2    | Dänemark – Deutschland | 8-7      | Schottland – Frankreich | 9-7      | Finnland – Italien       | 9-4      |
| 3    | Schottland – Italien   | 8-2      | Deutschland – Finnland  | 10-7     | Frankreich – Dänemark    | 9-8      |
| 4    | Finnland – Dänemark    | 9-3      | Italien – Frankreich    | 7-3      | Schottland – Deutschland | 7-3      |
| 5    | Deutschland – Italien  | 7-3      | Schottland – Dänemark   | 5-4      | Finnland – Frankreich    | 10-4     |

| Platz | Team        | Spiele | Siege | Ndlg. |
| ----- | ----------- | ------ | ----- | ----- |
| 1.    | Schottland  | 5      | 5     | 0     |
| 2.    | Deutschland | 5      | 3     | 2     |
| 3.    | Finnland    | 5      | 3     | 2     |
| 4.    | Dänemark    | 5      | 2     | 3     |
| 5.    | Italien     | 5      | 1     | 4     |
| 6.    | Frankreich  | 5      | 1     | 4     |

#### Tie Breaker
| Spiel     | Begegnung            | Resultat |
| --------- | -------------------- | -------- |
| Um Rang 5 | Italien – Frankreich | 6-3      |

#### Gruppe A2
| Schlüssel | Schlüssel             |
| --------- | --------------------- |
|           | Viertelfinale         |
|           | Tie-Breaker um Rang 4 |

| Draw | Begegnung              | Resultat | Begegnung           | Resultat | Begegnung             | Resultat |
| ---- | ---------------------- | -------- | ------------------- | -------- | --------------------- | -------- |
| 1    | Schweiz – Bulgarien    | 12-4     | Schweden – England  | 5-1      | Norwegen – Österreich | 8-1      |
| 2    | England – Österreich   | 8-3      | Schweden – Schweiz  | 6-5      | Norwegen – Bulgarien  | 11-1     |
| 3    | Schweiz – Norwegen     | 7-3      | England – Bulgarien | 8-5      | Schweden – Österreich | 4-1      |
| 4    | Österreich – Bulgarien | 7-6      | Schweden – Norwegen | 9-5      | Schweiz – England     | 9-0      |
| 5    | England – Norwegen     | 7-4      | Österreich -Schweiz | 8-1      | Schweden – Bulgarien  | 10-3     |

| Platz | Team       | Spiele | Siege | Ndlg. |
| ----- | ---------- | ------ | ----- | ----- |
| 1.    | Schweden   | 5      | 5     | 0     |
| 2.    | Schweiz    | 5      | 3     | 2     |
| 3.    | England    | 5      | 3     | 2     |
| 4.    | Norwegen   | 5      | 2     | 3     |
| 5.    | Österreich | 5      | 2     | 3     |
| 6.    | Bulgarien  | 5      | 0     | 5     |

#### Tie Breaker
| Spiel     | Begegnung             | Resultat |
| --------- | --------------------- | -------- |
| Um Rang 4 | Norwegen – Österreich | 8-1      |

#### Gruppe B
| Schlüssel | Schlüssel          |
| --------- | ------------------ |
|           | Challenge Play-off |
|           | Tie Breaker        |

| Draw | Begegnung             | Resultat | Begegnung                | Resultat | Begegnung              | Resultat |
| ---- | --------------------- | -------- | ------------------------ | -------- | ---------------------- | -------- |
| 1    | Niederlande – Ungarn  | 12-3     | Wales – Tschechien       | 8-4      | Luxemburg – Russland   | 11-3     |
| 2    | Tschechien – Russland | 8-6      | Niederlande – Luxemburg  | 3-1      | Wales – Ungarn         | 11-3     |
| 3    | Wales – Niederlande   | 11-7     | Russland – Ungarn        | 10-8     | Luxemburg – Tschechien | 5-3      |
| 4    | Tschechien – Ungarn   | 11-4     | Luxemburg – Wales        | 10-1     | Niederlande – Russland | 8-4      |
| 5    | Wales – Russland      | 5-4      | Niederlande – Tschechien | 5-4      | Luxemburg – Ungarn     | 10-3     |

| Platz | Team        | Spiele | Siege | Ndlg. |
| ----- | ----------- | ------ | ----- | ----- |
| 1.    | Niederlande | 5      | 4     | 1     |
| 2.    | Luxemburg   | 5      | 4     | 1     |
| 3.    | Wales       | 5      | 4     | 1     |
| 4.    | Tschechien  | 5      | 2     | 3     |
| 5.    | Russland    | 5      | 1     | 4     |
| 6.    | Ungarn      | 5      | 0     | 5     |

#### Tie Breaker
| Spiel     | Begegnung         | Resultat |
| --------- | ----------------- | -------- |
| Um Rang 2 | Luxemburg – Wales | 9-3      |

#### Challenge Play-off
Die Sieger stehen im Viertelfinale, die Verlierer spielen um Rang 11.
| Spiel | Begegnung              | Resultat |
| ----- | ---------------------- | -------- |
|       | Norwegen – Luxemburg   | 6-3      |
|       | Dänemark – Niederlande | 8-7      |

### Play-off

#### Um Rang 1–4
|  | Viertelfinale | Viertelfinale | Viertelfinale |  |  | Halbfinale | Halbfinale  | Halbfinale |  |  | Finale           | Finale           | Finale           |
|  |               |               |               |  |  |            |             |            |  |  |                  |                  |                  |
|  |               | Schottland    | 10            |  |  |            |             |            |  |  |                  |                  |                  |
|  |               | Norwegen      | 7             |  |  |            |             |            |  |  |                  |                  |                  |
|  |               |               |               |  |  |            | Schottland  | 8          |  |  |                  |                  |                  |
|  |               |               |               |  |  |            | Schweiz     | 7          |  |  |                  |                  |                  |
|  |               | Schweiz       | 5             |  |  |            |             |            |  |  |                  |                  |                  |
|  |               | Finnland      | 4             |  |  |            |             |            |  |  |                  |                  |                  |
|  |               |               |               |  |  |            |             |            |  |  |                  | Schottland       | 10               |
|  |               |               |               |  |  |            |             |            |  |  |                  | Schweden         | 3                |
|  |               | Schweden      | 9             |  |  |            |             |            |  |  |                  |                  |                  |
|  |               | Dänemark      | 1             |  |  |            |             |            |  |  |                  |                  |                  |
|  |               |               |               |  |  |            | Schweden    | 7          |  |  |                  |                  |                  |
|  |               |               |               |  |  |            | Deutschland | 3          |  |  | Spiel um Platz 3 | Spiel um Platz 3 | Spiel um Platz 3 |
|  |               | Deutschland   | 7             |  |  |            |             |            |  |  |                  | Schweiz          | 8                |
|  |               | England       | 1             |  |  |            |             |            |  |  |                  | Deutschland      | 7                |

#### Um Rang 5–8
|  | Halbfinale | Halbfinale | Halbfinale |  |          | Spiel um Rang 5 | Spiel um Rang 5 | Spiel um Rang 5 |
|  |            |            |            |  |          |                 |                 |                 |
|  |            |            |            |  |          |                 |                 |                 |
|  |            | Dänemark   | 9          |  |          |                 |                 |                 |
|  |            | England    | 5          |  |          |                 |                 |                 |
|  |            |            |            |  | Dänemark | 7               |                 |                 |
|  |            |            |            |  |          | Norwegen        | 6               |                 |
|  |            | Norwegen   | 10         |  |          |                 |                 |                 |
|  |            | Finnland   | 4          |  |          | Spiel um Rang 7 | Spiel um Rang 7 | Spiel um Rang 7 |
|  |            |            |            |  |          | 3               | Finnland        | 9               |
|  | 4          | England    | 4          |  |          |                 |                 |                 |
|  |            |            |            |  |          |                 |                 |                 |

#### Platzierungsspiele
| Spiel      | Begegnung               | Resultat |
| ---------- | ----------------------- | -------- |
| Um Rang 9  | Österreich – Italien    | 8-7      |
| Um Rang 11 | Luxemburg – Niederlande | 4-3      |

### Endstand
Die ersten 12 spielen 1995 in der Gruppe A
| Platz | Land        |
| ----- | ----------- |
| 1     | Schottland  |
| 2     | Schweden    |
| 3     | Schweiz     |
| 4     | Deutschland |
| 5     | Dänemark    |
| 6     | Norwegen    |
| 7     | Finnland    |
| 8     | England     |
| 9     | Österreich  |
| 10    | Italien     |
| 11    | Luxemburg   |
| 12    | Niederlande |
| 13    | Bulgarien   |
| 13    | Frankreich  |
| 15    | Wales       |
| 16    | Tschechien  |
| 17    | Russland    |
| 18    | Ungarn      |

## Turnier der Frauen

### Teilnehmer

#### Gruppe A
| Dänemark | Deutschland | England | Finnland |
| --- | --- | --- | --- |
| Skip: Dorthe Holm Third: Margit Pörtner Second: Helene Jensen Lead: Lisa Richardson Alternate: Helena Blach Lavrsen          | Skip: Andrea Schöpp Third: Monika Wagner Second: Natalie Nessler Lead: Carina Meideler Alternate: Heike Schwaller     | Skip: Janice Manson Third: Sarah McVey Second: Pamela Wright Lead: Jane Johnston Alternate: Aileen Gemmell | Skip: Jaana Jokela Third: Anne Malmi Second: Laura Tsutsunen Lead: Johanna Kartano Alternate: Tiina Kautonen       |
| Italien | Norwegen | Österreich                                                                                                 | Russland |
| Skip: Giulia Lacedelli Third: Elena Faita Second: Violetta Caldart Lead: Carla Alvera Alternate: Christina Alvera            | Skip: Dordi Nordby Third: Marianne Haslum Second: Marianne Aspelin Lead: Kristin Tøsse Løvseth Alternate: Hanne Woods | Skip: Edeltraud Koudelka Third: Margit Holzer Second: Heidi Morgenthaler Lead: Elke Koudelka               | Skip: Tatiana Smirnova Third: Irina Kolesnikova Second: Yana Nekrasova Lead: Marina Tcherepanova                   |
| Schweden | Schweiz | Schottland                                                                                                 | Tschechien |
| Skip: Elisabet Gustafson Third: Katarina Nyberg Second: Louise Marmont Lead: Elisabeth Persson Alternate: Margaretha Lindahl | Skip: Mirjam Ott Third: Marianne Flotron Second: Franziska von Känel Lead: Caroline Balz Alternate: Annina von Planta | Skip: Rhona Martin Third: Gail McMillan Second: Fiona Bayne Lead: Linda McAulay Alternate: Jackie Lockhart | Skip: Eva Petráková Third: Lenka Sáfránková Second: Pavla Rubasova Lead: Vera Ruzková Alternate: Helena Holakovska |

#### Gruppe B
| Bulgarien | Frankreich | Luxemburg | Niederlande                                                                                 |
| --- | --- | --- | ------------------------------------------------------------------------------------------- |
| Skip: Rumiana Atanasova Third: Rousiana Rouskova Second: Petja Gawasowa Lead: Elitza Dimitrova Alternate: Anna Tzaneva | Skip: Nadia Bénier Third: Fabienne Morand Second: Mireille Mercier Lead: Tania Ducroz Alternate: Patrick Philippe | Skip: Karen Wauters Third: Stefanie Bless Second: Maggy Schweich Lead: Karen MacDougall Alternate: Candice Richards | Skip: Beatrice Miltenburg Third: Marijke Paulissen Second: Anneke Waijers Lead: Hannie Gast |

### Round Robin

#### Gruppe A 1
| Schlüssel | Schlüssel             |
| --------- | --------------------- |
|           | Viertelfinale         |
|           | Challenge Play-off    |
|           | Tie-Breaker um Rang 5 |

| Draw | Begegnung              | Resultat | Begegnung                | Resultat | Begegnung              | Resultat |
| ---- | ---------------------- | -------- | ------------------------ | -------- | ---------------------- | -------- |
| 1    | Deutschland – Italien  | 13-3     | Norwegen – England       | 12-4     | Dänemark – Österreich  | 9-1      |
| 2    | England – Dänemark     | 11-6     | Deutschland – Österreich | 9-2      | Norwegen – Italien     | 8-2      |
| 3    | Deutschland – Norwegen | 7-5      | Dänemark – Italien       | 10-5     | Österreich – England   | 12-9     |
| 4    | Italien – England      | 9-5      | Norwegen – Österreich    | 9-4      | Deutschland – Dänemark | 8-3      |
| 5    | Norwegen – Dänemark    | 10-2     | Deutschland – England    | 10-2     | Italien – Österreich   | 7-4      |

| Platz | Team        | Spiele | Siege | Ndlg. |
| ----- | ----------- | ------ | ----- | ----- |
| 1.    | Deutschland | 5      | 5     | 0     |
| 2.    | Norwegen    | 5      | 4     | 1     |
| 3.    | Dänemark    | 5      | 2     | 3     |
| 4.    | Italien     | 5      | 2     | 3     |
| 5.    | Österreich  | 5      | 1     | 4     |
| 6.    | England     | 5      | 1     | 4     |

#### Tie Breaker
| Spiel     | Begegnung            | Resultat |
| --------- | -------------------- | -------- |
| Um Rang 5 | Österreich – England | 8-7      |

#### Gruppe A2
| Schlüssel | Schlüssel          |
| --------- | ------------------ |
|           | Viertelfinale      |
|           | Challenge Play-off |

| Draw | Begegnung             | Resultat | Begegnung              | Resultat | Begegnung             | Resultat |
| ---- | --------------------- | -------- | ---------------------- | -------- | --------------------- | -------- |
| 1    | Schottland – Russland | 11-3     | Schweden – Tschechien  | 12-2     | Schweiz – Finnland    | 7-3      |
| 2    | Finnland – Tschechien | 11-4     | Schottland – Schweiz   | 6-5      | Schweden – Russland   | 9-2      |
| 3    | Schottland – Schweden | 10-2     | Finnland – Russland    | 11-2     | Schweiz – Tschechien  | 15-4     |
| 4    | Tschechien – Russland | 7-5      | Schweiz – Schweden     | 9-3      | Schottland – Finnland | 7-4      |
| 5    | Schweden – Finnland   | 9-1      | Schottland -Tschechien | 13-6     | Schweiz – Russland    | 9-2      |

| Platz | Team       | Spiele | Siege | Ndlg. |
| ----- | ---------- | ------ | ----- | ----- |
| 1.    | Schottland | 5      | 5     | 0     |
| 2.    | Schweiz    | 5      | 4     | 1     |
| 3.    | Schweden   | 5      | 3     | 2     |
| 4.    | Finnland   | 5      | 2     | 3     |
| 5.    | Tschechien | 5      | 1     | 4     |
| 6.    | Russland   | 5      | 0     | 5     |

#### Gruppe B
| Schlüssel | Schlüssel          |
| --------- | ------------------ |
|           | Challenge Play-off |

| Draw | Begegnung                | Resultat | Begegnung              | Resultat |
| ---- | ------------------------ | -------- | ---------------------- | -------- |
| 1    | Frankreich – Bulgarien   | 9-4      | Luxemburg -Niederlande | 10-5     |
| 2    | Bulgarien – Niederlande  | 16-4     | Frankreich – Luxemburg | 7-6      |
| 3    | Frankreich – Niederlande | 11-7     | Luxemburg – Bulgarien  | 7-5      |
| 4    | Luxemburg -Niederlande   | 13-4     | Frankreich – Bulgarien | 9-3      |
| 5    | Frankreich – Niederlande | 11-4     | Luxemburg – Bulgarien  | 8-7      |
| 6    | Bulgarien – Niederlande  | 10-5     | Frankreich – Luxemburg | 6-5      |

| Platz | Team        | Spiele | Siege | Ndlg. |
| ----- | ----------- | ------ | ----- | ----- |
| 1.    | Frankreich  | 6      | 6     | 0     |
| 2.    | Luxemburg   | 6      | 4     | 2     |
| 3.    | Bulgarien   | 6      | 2     | 4     |
| 4.    | Niederlande | 6      | 0     | 6     |

#### Challenge Play-off
Die Sieger stehen im Viertelfinale, die Verlierer spielen um Rang 11.
| Spiel | Begegnung            | Resultat |
| ----- | -------------------- | -------- |
|       | Finnland – Luxemburg | 13-5     |
|       | Frankreich – Italien | 5-3      |

### Play-off

#### Um Rang 1–4
|  | Viertelfinale | Viertelfinale | Viertelfinale |  |  | Halbfinale | Halbfinale  | Halbfinale |  |  | Finale           | Finale           | Finale           |
|  |               |               |               |  |  |            |             |            |  |  |                  |                  |                  |
|  |               | Deutschland   | 11            |  |  |            |             |            |  |  |                  |                  |                  |
|  |               | Finnland      | 2             |  |  |            |             |            |  |  |                  |                  |                  |
|  |               |               |               |  |  |            | Schweiz     | 8          |  |  |                  |                  |                  |
|  |               |               |               |  |  |            | Deutschland | 3          |  |  |                  |                  |                  |
|  |               | Schweiz       | 6             |  |  |            |             |            |  |  |                  |                  |                  |
|  |               | Dänemark      | 3             |  |  |            |             |            |  |  |                  |                  |                  |
|  |               |               |               |  |  |            |             |            |  |  |                  | Schweiz          | 8                |
|  |               |               |               |  |  |            |             |            |  |  |                  | Schweden         | 4                |
|  |               | Schweden      | 9             |  |  |            |             |            |  |  |                  |                  |                  |
|  |               | Norwegen      | 3             |  |  |            |             |            |  |  |                  |                  |                  |
|  |               |               |               |  |  |            | Schweden    | 8          |  |  |                  |                  |                  |
|  |               |               |               |  |  |            | Schottland  | 4          |  |  | Spiel um Platz 3 | Spiel um Platz 3 | Spiel um Platz 3 |
|  |               | Schottland    | 6             |  |  |            |             |            |  |  |                  | Deutschland      | 6                |
|  |               | Frankreich    | 4             |  |  |            |             |            |  |  |                  | Schottland       | 4                |

#### Um Rang 5–8
|  | Halbfinale | Halbfinale | Halbfinale |  |          | Spiel um Rang 5 | Spiel um Rang 5 | Spiel um Rang 5 |
|  |            |            |            |  |          |                 |                 |                 |
|  |            |            |            |  |          |                 |                 |                 |
|  |            | Finnland   | 7          |  |          |                 |                 |                 |
|  |            | Dänemark   | 6          |  |          |                 |                 |                 |
|  |            |            |            |  | Norwegen | 9               |                 |                 |
|  |            |            |            |  |          | Finnland        | 7               |                 |
|  |            | Norwegen   | 11         |  |          |                 |                 |                 |
|  |            | Frankreich | 2          |  |          | Spiel um Rang 7 | Spiel um Rang 7 | Spiel um Rang 7 |
|  |            |            |            |  |          | 3               | Dänemark        | 8               |
|  | 4          | Frankreich | 3          |  |          |                 |                 |                 |
|  |            |            |            |  |          |                 |                 |                 |

#### Platzierungsspiele
| Spiel      | Begegnung              | Resultat |
| ---------- | ---------------------- | -------- |
| Um Rang 9  | Italien – Tschechien   | 10-7     |
| Um Rang 11 | Österreich – Luxemburg | 8-5      |

### Endstand
Die ersten 12 spielen 1995 in der Gruppe A
| Platz | Land        |
| ----- | ----------- |
| 1     | Schweiz     |
| 2     | Schweden    |
| 3     | Deutschland |
| 4     | Schottland  |
| 5     | Norwegen    |
| 6     | Finnland    |
| 7     | Dänemark    |
| 8     | Frankreich  |
| 9     | Italien     |
| 10    | Tschechien  |
| 11    | Österreich  |
| 12    | Luxemburg   |
| 13    | England     |
| 13    | Russland    |
| 15    | Bulgarien   |
| 16    | Niederlande |